# Tetsuya Chiba
Pour les articles homonymes, voir Chiba (homonymie).
Tetsuya Chiba (ちば てつや, Chiba Tetsuya) est un auteur de bande dessinée japonaise né le 11 janvier 1939  à Tsukiji dans la préfecture de Tokyo, au Japon. C'est le frère aîné de Akio Chiba (ちば あきお, Chiba Akio) (1943-1984).
Il est principalement connu pour être l’auteur du manga Ashita no Joe.

## Biographie
En novembre 1939, peu après sa naissance, la famille Chiba part s'installer à Keijo en Corée pour travailler et ne revient au Japon qu'après la guerre en 1945, dans des circonstances difficiles et traumatisantes.
En 1950, avec un ami, il crée le Manga Club.
En 2005, Chiba a créé un département de manga à l’université artistique Bunsei (文星芸術大學 (Bunsei geijutsu daigaku)). En 2019, il est élu à la tête de cette université pour quatre ans.
En 2009, un prix spécial pour la commémoration des 100 ans de Kōdansha (講談社創業100周年記念特別賞, Kōdansha sōgyō 100 shūnen kinen tokubetsu-shō) lui a été remis.
En 2014, il est élu personne de mérite culturel.

## Récompenses
- 1962 : Prix du manga Kōdansha pour 1, 2, 3 to 4, 5, Roku et Sakanaya champion (魚やチャンピオン?, Poissonier champion)
- 1976 : Prix du manga Kōdansha pour Ore wa Teppei (ja)
- 1978 : Prix Shōgakukan catégorie générale pour Notari Matsutarō
- 1977 : « Prix Spécial » de l'Association des auteurs de bande dessinée japonais pour Notari Matsutarō
- 2001 : Prix du ministre de l'Éducation, de la Culture, des Sports, des Sciences et de la Technologie
- 2002 : Médaille d'honneur avec ruban violet
- 2009 : Prix spécial pour la commémoration des 100 ans de Kōdansha

## Œuvre
La liste complète est disponible sur le site de l'auteur.
- Mama no violin (1958 - 1959), Shōjo Club, Kōdansha
- Yuka wo yobu umi (1959 - 1960), Shōjo Club, Kōdansha
- Rina (1960 - 1961), Shōjo Club, Kōdansha
- Tikai no Makyū (1961 - 1962), Weekly Shōnen Magazine, Kōdansha ‐ Scénario : Kazuya Fukumoto
- 1,2,3 to 4,5, Roku (1962), Shōjo Club, Kōdansha
- Shidenkai no Taka (1963 - 1965), Weekly Shōnen Magazine
- Shimakko (1964 - 1965), Shōjo Friend, Kōdansha
- Shōnen Giants (1964 - 1966), Shōnen book, Shūeisha
- Harris no kaze (1965 - 1967), Weekly Shōnen Magazine
- Arinko no uta (1965 - 1966), Shōjo Friend
- Misokkasu (1966 - 1967), Weekly Shōjo Friend
- Yuki no taiyō (1968), Shōgaku rokunensei, Shōgakukan
- Ashita no Joe (1968 - 1973), Weekly Shōnen Magazine ‐ Scénario : Asao Takamori
- Hotaru Minako (1972), Weekly Shōnen Magazine
- Ore wa Teppei (1973 - 1980), Weekly Shōnen Magazine
- Nerima no itachi (1980), Young Magazine, Kōdansha
- Notari Matsutarō (1973 - 1993, 1995 - 1998), Big Comic, Shōgakukan
- Ashita tenki ni naare (1981 - 1991), Weekly Shōnen Magazine
- Otokotachi (1982 - 1983) Comic Morning, Kōdansha
- Shōnen yo racket wo idake (1992 - 1994), Weekly Shōnen Magazine
- Akai mushi (2008), Big Comic - One shot
- Tomogaki (2008), Weekly Young Magazine, Kōdansha

### Style
Pour Ashita no Joe, le scénariste Ikki Kajiwara s'est associé avec Tetsuya Chiba. Leurs styles différents (exagéré pour Kajiwara ; sincère et simple pour Chiba) donnent naissance à ce chef-d'œuvre du manga de sport. De nombreux mangas (Coq de combat) ou webtoons s'en inspirent ou lui rendent hommage (ainsi, dans le manga Food Wars !, un personnage secondaire a la même coupe de cheveux que Joe).